# Galerida theklae

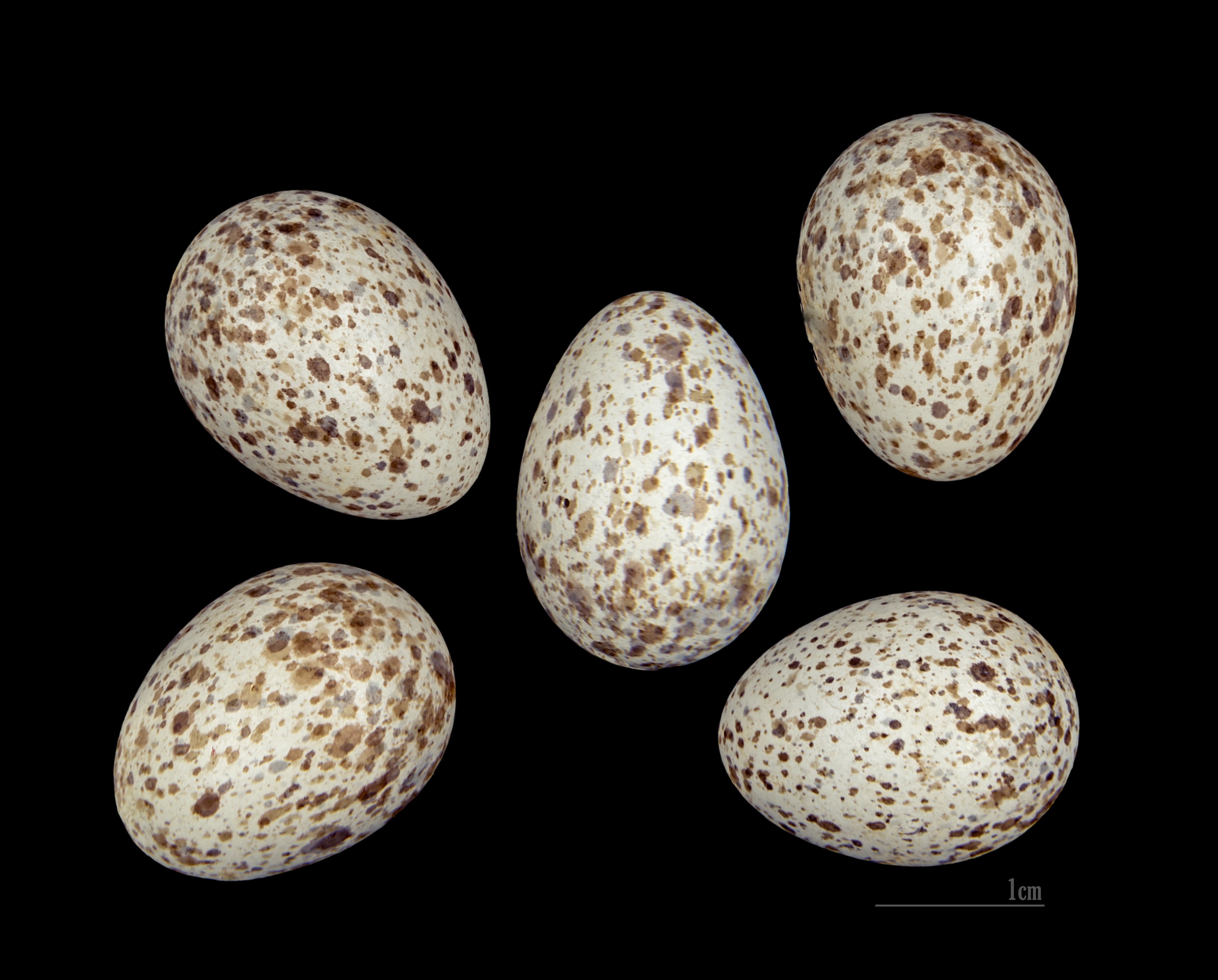
Huevos de Galerida theklae

La cogujada montesina (Galerida theklae) es una especie de ave de la familia Alaudidae autóctona del norte de África (desde Marruecos hasta Etiopía) y la península ibérica. Habita en espacios abiertos, como praderas y matorrales en zonas áridas. No está amenazada a nivel global y su población se estima entre 2.900.000 y 4.000.000 ejemplares.

## Descripción
Es un aláudido de pequeño tamaño, de plumaje pardusco por encima y blanco por debajo, con el pecho con listas oscuras bien marcadas. Es bastante parecida a la cogujada común, aunque es algo menor (15-17 cm de largo), su pico es más corto, y sus plumas de la cola son de un color herrumbroso en contraste con el obispillo que es pardo (mientras que en la común no hay contraste).

## Taxonomía
Tiene descritas 12 subespecies:
- G. t. erlangeri Ernst Hartert, 1904
- G. t. ruficolor Whitaker, 1898
- G. t. superflua Hartert, 1897
- G. t. theklae Brehm, AE, 1857
- G. t. carolinae Erlanger, 1897
- G. t. ellioti Hartert, 1897
- G. t. harrarensis Erard & Jarry, 1973
- G. t. huei Erard & Naurois, 1973
- G. t. huriensis Benson, 1947
- G. t. mallablensis Colston, 1982
- G. t. praetermissa (Blanford, 1869)
- G. t. theresae Meinertzhagen, 1939